# Tenuidactylus turcmenicus
Tenuidactylus turcmenicus là một loài thằn lằn trong họ Gekkonidae. Loài này được Szczerbak mô tả khoa học đầu tiên năm 1978.